# Grottoes
Grottoes – miasto w Stanach Zjednoczonych, w stanie Wirginia, w hrabstwie Rockingham.